# Zboray Béla (1836–1920)
Zborói Zboray Béla (Bély, Zemplén vármegye, 1836. november 3. – Budapest, 1920. augusztus 20.) köz- és váltó-ügyvéd, országgyűlési képviselő.

## Élete
A római katolikus nemesi származású zborói Zboray család sarja. Apja, zborói Zboray János, vármegyei mérnök, anyja, Markovics Jozefa (1808–1874) volt. Ősapja, Zboray Lőrinc, 1727. május 13.-án címeres nemesi levelet szerzett III. Károly magyar királytól.
Az igen fiatal, alig 14 éves Zboray Béla, 1849-ben a Ludoviceumba került és 30 társával a tüzérek közé osztották be. Pestről Kalocsára, majd később Szegedre, és onnan Arad, majd Lippára mentek. Bem Józsefnek a téli hadjárathoz felszerelvényeket hozván magukkal szolgált a szabadságharc alatt, azonban ott utolérte őket az osztrák császári hadsereg. Világosra voltak kénytelenek menekülni, hova éppen a fegyverletételre jutottak el. Ezután tizennégy napig az oláhság közt bujkálva Nagyváradra visszajutott. Befejezve jogi tanulmányait a fővárosban, az 1860-as évek elején ügyvédi irodát nyított Pesten. 1887-ben az Esztergom vármegyei köbölkúti kerület országgyűlési képviselőnek választotta meg függetlenségi programmal. Tagja volt az összeférhetetlenségi bizottságnak és a főváros törvényhatósági bizottságának. Országgyűlési beszédei a Naplókban politikai és szakczikkei az illető hírlapokban vannak.
1920. augusztus 20.-án Budapesten hunyt el.

## Házassága és gyermekei
Felesége, a szintén római katolikus nemesi származású nyiri Garay Emília (*Terézvárosi, Pest, 1842. február 15.–†Budapest, 1894. március 21.) akinek a szülei nyiri Garay Imre (1812–1870), kereskedő, az 1848-49-ik országos iparműtár igazgatója, és Stöckl Anna Mária voltak. A házasságból született:
- zborói Zboray "Ábris" Dezső Ábrahám (*Lipótváros, Pest, 1865. május 21.–†?). Felesége, Lerch Lujza (*1863.–†Budapest, 1953. június 18.)
- zborói Zboray Margit Mária Antónia (*Lipótváros, Pest, 1866. június 29.–†Budapest, 1944. október 11.). Férje, Kajlinger Mihály (*Pest, 1860. február 27.–†Budapest, 1924. április 3.), udvari tanácsos, Székesfővárosi Vizművek vezérigazgatója, a Magyar Mérnök- és épitészegylet elnöke, a Ferenc József-rend lovagja.
- zborói Zboray Aladár János Imre (*Lipótváros, Pest, 1868.  április 12.– Budapest, 1908. október 11.) hírlapíró, szépirodalmi író, költő.
- zborói Zboray Béla József Manó (*Lipótváros, Pest, 1870. október 28.–†Budapest, 1929. december 14.) bankhivatalnok. Neje, derecskei Körmendy Margit.
- zborói Zboray János Zoltán Alajos (*Lipótváros, Pest, 1872. július 26.–†Budapest, 1940. január 24.), okleveles gépészmérnök, székesfővárosi műszaki főtanácsos, a Baross Szövetség országos alelnöke. Felesége, zborói Zboray Emília Ilona Borbála (*Óbuda, Budapest, 1876. november 27.,–†Budapest, 1954. január 6.)[4]
- zborói Zboray "Erika" Emerika Erzsébet Alojzia (*Lipótváros, Pest, 1878. március 31.–†Budapest, 1939. november 17.), az Országos Stefánia Szövetség szervező- és ellenőrző fővédnöknője. Első férje, Weisz Gyula (*1860–†Besztercebánya, 1903. március 25.), Zólyom vármegye főjegyzője, második férje, dr. zborói Zboray János (*Óbuda, Budapest, 1875. december 22.–†?), belügyminiszteri tanácsos.[5]